# Harjosari (Bawen)
Harjosari is een bestuurslaag in het regentschap Semarang van de provincie Midden-Java, Indonesië. Harjosari telt 8879 inwoners (volkstelling 2010).